# Joanna Pasztaleniec-Jarzyńska
Joanna Pasztaleniec-Jarzyńska (ur. 18 maja 1949 w Dobrym Mieście, zm. 15 kwietnia 2021 w Warszawie) – polska filolog, tłumaczka, bibliotekarka, pracowniczka Biblioteki Narodowej w Warszawie (1972–2009), sekretarz naukowy i wicedyrektor Biblioteki Narodowej (1991–2005), przewodnicząca Stowarzyszenia Bibliotekarzy Polskich (2017–2021).

## Życiorys

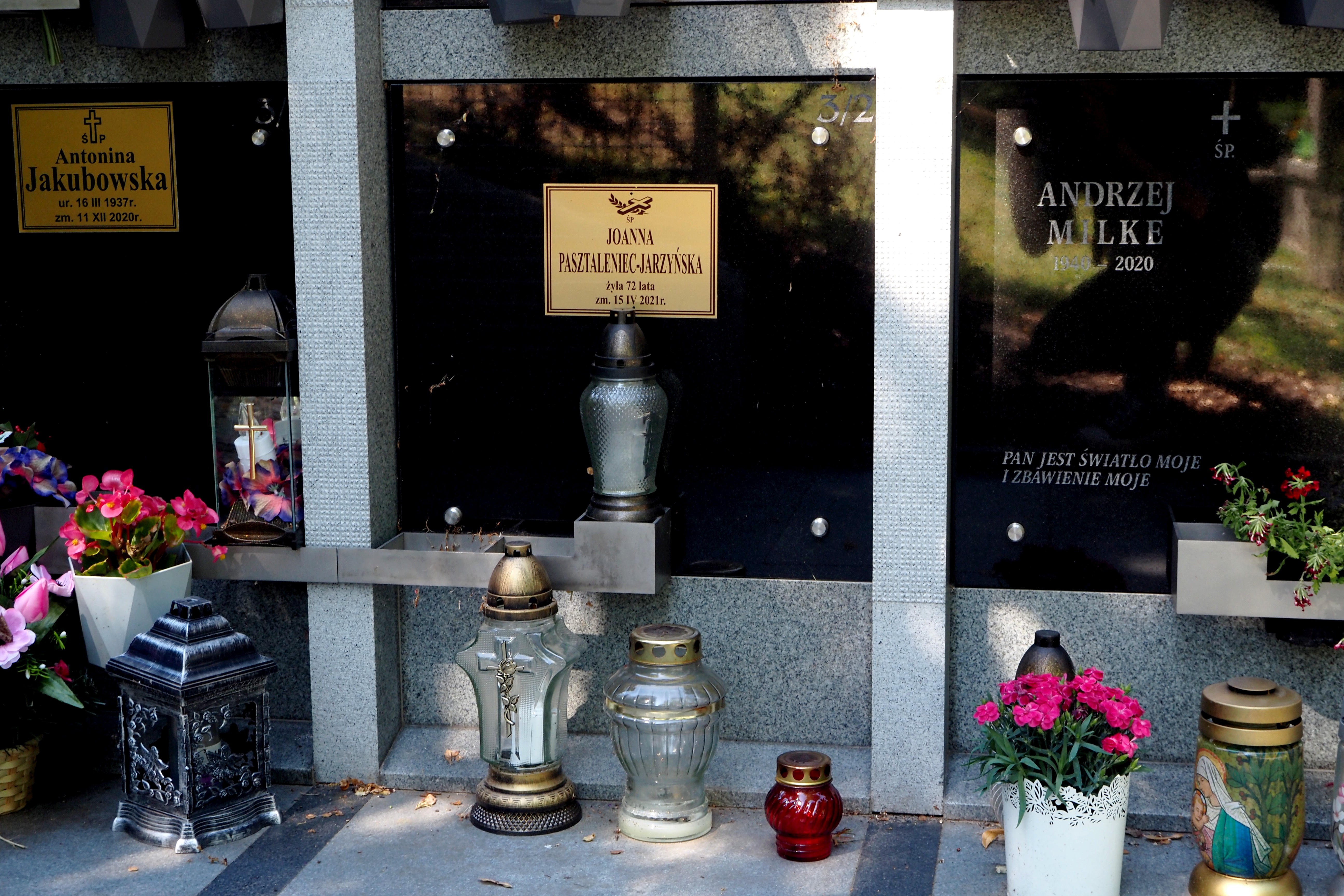
Grób Joanny Pasztaleniec-Jarzyńskiej na Cmentarzu Wojskowym na Powązkach w Warszawie

Urodziła się 18 maja 1949 roku w Dobrym Mieście. Szkołę podstawową ukończyła w Kobyłce koło Warszawy, Liceum Ogólnokształcące w Wołominie i tu zdała maturę w 1967 roku. W tym samym roku rozpoczęła studia na Wydziale Filologii Romańskiej Uniwersytetu Warszawskiego w zakresie filologii francuskiej, które ukończyła w 1972 roku. W 2000 roku podjęła Podyplomowe Studium Menedżerów Kultury w Szkole Głównej Handlowej w Warszawie.
Zmarła 15 kwietnia 2021 roku w Warszawie. Pochowana została 28 maja 2021 roku w na Cmentarzu Wojskowym na Powązkach (kwatera – Kolumbarium 24 lewe, rząd 3, grób 2).

### Działalność zawodowa
W październiku 1972 roku rozpoczęła pracę w Bibliotece Narodowej w Warszawie (BN), dochodząc do stanowiska sekretarza naukowego (1991) i zastępcy dyrektora BN ds. naukowych (1993–2005). Początkowo pracowała w Zakładzie Katalogów Centralnych, a od 1977 roku w Zakładzie Informacji Naukowej. W 1982 roku została kierowniczką Zakładu Katalogów Centralnych. W 1991 roku została powołana na stanowisko sekretarza naukowego BN. Do jej obowiązków należał nadzór nad współpracą międzynarodową BN (IFLA, zagraniczne biblioteki narodowe) oraz działalnością naukową BN, w tym współpraca z Radą Naukową BN, nadzór nad czasopismami wydawanymi przez BN („Rocznik Biblioteki Narodowej”, „Biuletyn Informacyjny Biblioteki Narodowej”, „Polish Libraries Today”, „Komunikaty”). Kierowała dwoma sekretariatami: Naukowym (plany naukowe, publikacje naukowe, sprawozdania, konferencje, wystawy) i Organizacyjnym (organizacja pobytów zagranicznych gości w BN, wyjazdy zagraniczne bibliotekarzy BN, staże i szkolenia w BN dla bibliotekarzy i studentów bibliotekoznawstwa).
Od 1994 roku zakres jej obowiązków poszerzył się o problemy związane ze zbiorami specjalnymi (stare druki, rękopisy, muzykalia, ikonografia, kartografia oraz zbiory rzadkie i cenne, przechowywane w Skarbcu BN). Od 1998 roku podlegały jej również sprawy bibliografii narodowej i automatyzacji BN. W 1997 roku przez pięć miesięcy pełniła funkcję p.o. dyrektora BN. W latach 1995–2005 nadzorowała realizację programów pomocy udzielanej przez Ministerstwo Kultury i Dziedzictwa Narodowego bibliotekom polonijnym, m.in. Bibliotece Polskiej w Paryżu, Bibliotece Polskiej w Londynie, Muzeum Polskim w Rapperswilu i ośrodkom kulturalnych w USA i Kanadzie. Od 2006 roku jako pełnomocnik dyrektora BN ds. współpracy z bibliotekami publicznymi działała na rzecz modernizacji bibliotek publicznych. W 2009 roku przeszła na emeryturę.
Była autorką ok. 40 opracowań, tłumaczeń, artykułów i referatów poświęconych problemom działalności, organizacji i promocji bibliotek, prawa bibliotecznego, działalności BN, zagranicznym stowarzyszeniom bibliotekarskim. Współpracowała z czasopismami fachowymi, m.in.: „Bibliotekarzem”, „Biuletynem Informacyjnym Biblioteki Narodowej”, „Polish Libraries Today”, „Notesem Konserwatorskim”. W latach 2005–2009 była redaktor naczelną czasopisma wydawanego w języku angielskim „Polish Libraries Today”.

### Działalność społeczna
Od 1990 roku aktywnie pracowała w Stowarzyszeniu Bibliotekarzy Polskich (SBP). W 1993 roku weszła w skład Zarządu Głównego SBP, w latach 2005–2013 była skarbnikiem, od 2013 do 2017 – wiceprzewodniczącą, a w 2017 roku została przewodniczącą SBP. Ponadto przez dwie kadencje w latach 2009–2017 pełniła funkcję przewodniczącej Okręgu Mazowieckiego SBP.
Od 2009 roku była członkiem kapituły dorocznego ogólnopolskiego konkursu dla bibliotek Mistrz Promocji Czytelnictwa organizowanego przez SBP oraz przewodniczącą jury konkursu dla bibliotek na przeprowadzone akcje promocyjne z okazji Tygodnia Bibliotek. Od 2011 roku była koordynatorem Salonu Bibliotek organizowanego przez SBP i Porozumienie Wydawców Książki Historycznej podczas Targów Książki Historycznej w Warszawie. Od 2010 roku odpowiadała w SBP za współpracę z zagranicznym organizacjami stowarzyszeń bibliotekarskich, przygotowując opinie i ekspertyzy, biorąc udział w posiedzeniach i zjazdach tych organizacji, m.in. Europejskiego Biura Stowarzyszeń Bibliotekarzy, Dokumentalistów i Pracowników Informacji (EBLIDA – The European Bureau of Library, Information and Documentation Associations), a od 2013 roku – Ligi Europejskich Bibliotek Naukowych (LIBER – Ligue des Bibliothèques Européennes de Recherche).
W 2015 roku została powołana na przewodniczącą Komitetu Programowo-Organizacyjnego Światowego Kongresu Bibliotek i Informacji IFLA, który odbywał się 19–25 sierpnia 2017 roku we Wrocławiu. Była członkiem Krajowej Rady Bibliotecznej przy Ministrze Kultury i Dziedzictwa Narodowego w kadencji 2019–2024 , Rady Naukowej w Bibliotece Narodowej i Rady Programowej Książnicy Cieszyńskiej .

### Odznaczenia
Zestawienie zostało opracowane na podstawie Barteczko 2023 ↓, s. 237:
- Medal Stowarzyszenia Bibliotekarzy Polskich „W dowód uznania” (1998).
- Odznaka honorowa Stowarzyszenia Bibliotekarzy Polskich (2002).
- Srebrny Krzyż Zasługi (2003).
- Odznaka honorowa „Zasłużony dla Kultury Polskiej” (2007).
- Złoty Krzyż Zasługi (2022 – pośmiertnie).

## Ważniejsze publikacje
Zestawienie zostało opracowane na podstawie Katalog 2024 ↓ :
- Polskie wydawnictwa informacyjne 1945-1981. Warszawa: Biblioteka Narodowa, 1985 [współaut. Ewa Barteczko].
- Biblioteka Narodowa w Warszawie. Warszawa: Biblioteka Narodowa, 1998 [współaut. Halina Tchórzewska-Kabata].
- Biblioteka Narodowa w Warszawie: tradycja i współczesność. Warszawa: Biblioteka Narodowa, 1999 [współaut. Halina Tchórzewska-Kabata].
- Przyszłość bibliografii narodowej. „Biuletyn Informacyjny Biblioteki Narodowej” 2000, nr ½, s. 37–41.
- Polnische Bibliotheken um die Jahrhundertwende. [tł. Grażyna Kucharzyk]. Warschau: National Bibliothek, 2000.
- Major events at the National Library 1918–2000. tł. z pol. Wojciech Tyszka. „Polish Libraries Today” 2001, vol. 5, s. 2–12.
- Nad złoto droższe: skarby Biblioteki Narodowej. Warszawa: Biblioteka Narodowa, 2003 [współpr. Halina Tchórzewska-Kabata, Maciej Dąbrowski].
- Europejskie programy dotyczące ochrony i konserwacji dziedzictwa kulturowego. „Notes Konserwatorski” 2007, T. 11, s. 9–22.
- Katalog publikacji historycznych bibliotek: XXII Targi Książki Historycznej. [oprac. red. Marta Lech; koordynacja i opieka merytoryczna Joanna Pasztaleniec-Jarzyńska; indeksy Marzena Przybysz]. Warszawa: SBP, 2013.